# Ega (Fluss)

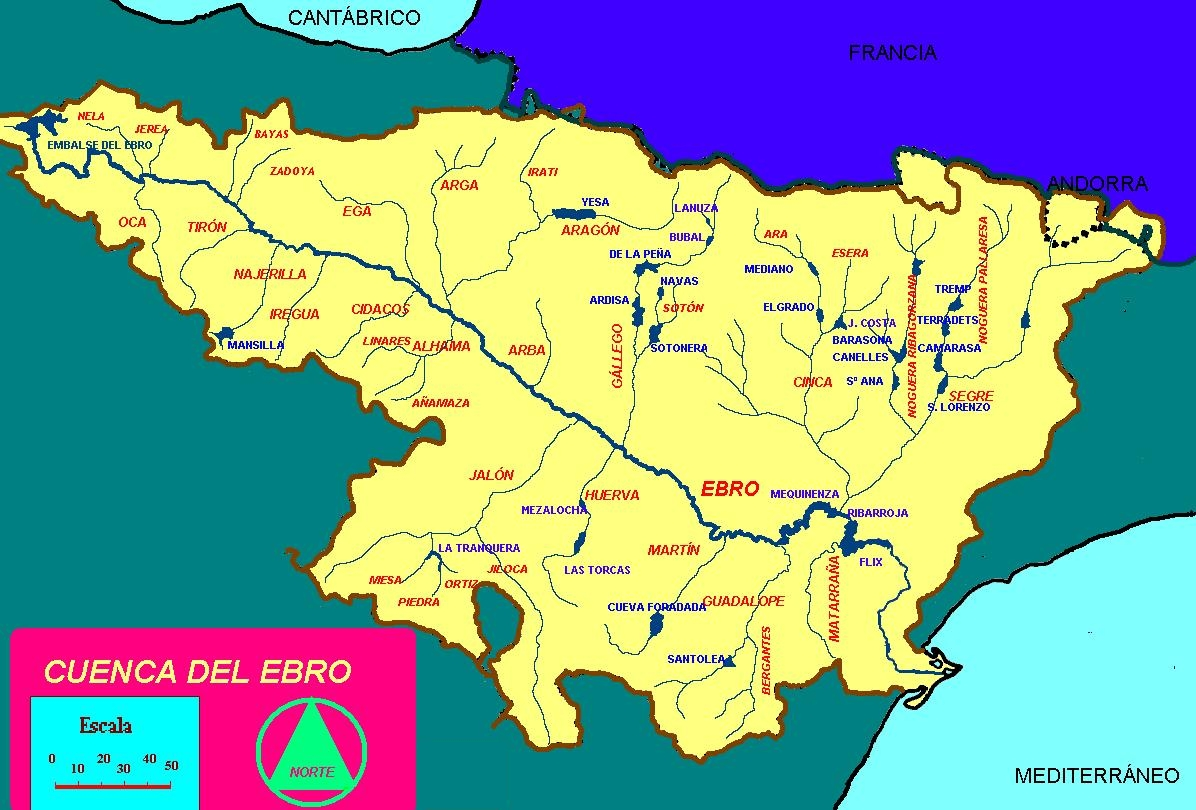
Einzugsgebiet des Ebro

Der Río Ega ist ein ca. 113 km langer Nebenfluss des Ebro im Norden Spaniens.

## Verlauf
Der Río Ega entspringt in den Bergen der baskischen Provinz Álava (Montaña Alavesa) auf dem Gebiet der Gemeinde Lagrán, fließt zunächst in östlicher Richtung, durchfließt anschließend von Nordwesten nach Südosten die spanische Provinz Navarra und mündet bei der Kleinstadt San Adrián in den Ebro.

## Nebenflüsse etc.
Einziger größerer Nebenfluss ist der Río Berrón. Der Río Ega ist nicht gestaut. Vor allem an seinem Unterlauf wird das Wasser des Río Ega zu Bewässerungszwecken genutzt.

## Orte am Fluss
Lagrán, Marañón, Genevilla, Campezo/Kanpezu, Ancín, Legaria, Murieta, Estella-Lizarra, Lerín, Cárcar (Navarra) und Andosilla.

## Sehenswürdigkeiten
Die Stadt Estella-Lizarra liegt am spanischen Jakobsweg (Camino de Santiago) und bietet eine sehenswerte Altstadt mit zahlreichen Kirchen und Palästen – darunter die romanische Kirche San Miguel und der Palacio de los Reyes de Navarra. Die spätromanische Iglesia Nuestra Señora de la Asunción von Marañón beherbergt ein Altarretabel (retablo) mit Szenen aus dem Marienleben und der Passion Christi aus der Zeit um 1500. Die Bildschnitzereien des Retabels der Kirche San Esteban in Genevilla gehören ebenfalls zu den künstlerischen Glanzstücken des 16. Jahrhunderts.